# 팜반싸오
팜반싸오(베트남어: Phạm Văn Xảo / 范文巧 범문교, ? ~ 1430년)는 대월 후 레 왕조의 장수이다. 람선 봉기 때 레러이 막하에서 활약한 장수 중 한 명이다.

## 생애
팜반싸오의 초기 생애에 대해서는 자세하지 않다.
1426년, 명나라군이 모두 나와 응에안(乂安)을 공격하자 레러이는 동관성(東關城, 현재의 하노이)가 비어 있는 것을 보고 리찌엔(李篆), 팜반싸오, 찐카, 도비(杜秘) 등을 보내 꾸옥우이(國威), 꽝우이(廣威), 자흥(嘉興), 꾸이호아(歸化), 다장(沱江), 땀디엡(三帶, 白鶴), 뚜옌꽝(宣光) 등지를 공격하게 하였다. 리찌엔은 꾸옥우이와 땀디엡을 공격해 취한 뒤 동관성으로 향했다. 명나라 장수 진지(陳智)는 닌교(寧橋)에서 리찌엔에게 패하고 닌강(寧江) 서안(西岸)으로 달아났다. 운남(雲南)의 병사 1만여 명이 구원하러 오자 팜반싸오는 병사 천여 명을 이끌고 가서 그들을 막았다. 리찌엔은 진지를 격파한 뒤 병사를 이끌고 닌강에 와 팜반싸오와 합친 뒤 운남의 병사들을 싸록교(車轆橋)에서 격파하였으며, 그들을 삼강성(三江城)으로 퇴각하게 만들었다.
1427년, 명나라군이 똣동-쭉동 전투에서 대패하자 명나라 조정은 류승(柳昇), 목성을 보내 두 갈래로 병사를 나누어 레러이를 공격하게 하였다. 팜반싸오와 찐카는 레러이의 명을 받들어 병사를 이끌고 이화관(梨花關, 현재 뚜옌꽝성에 위치)으로 갔고, 목성이 이끄는 운남의 병사에 맞서 관을 굳게 지키며 싸우지 않았다. 류승은 찔랑-쓰엉강 전투에서 패배하고 살해당했으며, 레러이는 사람을 보내 류승의 인신을 목성의 군중에 전하게 하였다. 목성은 소식을 듣고 철군하였으나 기의군의 추격을 받아 만여 명이 참수당하고 사람 천여 명과 말 천여 마리가 각각 포로로 잡혔다.
후 레 왕조가 세워진 뒤 팜반싸오는 태보(太保)에 봉해지고 공신의 반열에 들었다. 응우옌짜이, 찐카, 레삿, 쩐응우옌한, 딘레, 레응언 등과 함께 홍비(紅緋)를 입을 수 있는 특권을 얻었다. 그러나 레러이는 공신들을 매우 시기하였으므로 1430년에 구실을 찾아 팜반싸오를 죽였다.
1451년, 레 인종이 팜반싸오의 명예를 회복시켰다. 1484년, 레 성종이 그를 태보(太保), 승군공(勝郡公)에 추봉하였다.